# Werner Bauer (Schriftsteller)
Werner Bauer (* 12. April 1925 in Reichenbach im Vogtland; † 26. Mai 1994 in Eisenhüttenstadt) war ein deutscher Kinder- und Jugendbuchautor.

## Leben
Bauer war der Sohn eines Justizinspektors. Sein Abitur legte er 1943 in Auerbach ab und war anschließend bis 1945 Soldat im Zweiten Weltkrieg. Danach arbeitete er ein Jahr als Akkordeontischler. Von 1946 bis 1956 war er Neulehrer in Klingenthal. Bauer studierte von 1956 bis 1959 am Institut für Literatur Johannes R. Becher in Leipzig und machte das hierfür erforderliche Praktikum bei der Betriebszeitung des Eisenhüttenkombinats Ost (EKO) in Eisenhüttenstadt. Dorthin kehrte er nach dem Studium zurück und war zunächst als Dozent für Deutsch und Gesellschaftswissenschaften an der Ingenieurschule des EKO tätig. Der Betrieb schloss mit ihm einen Werkvertrag ab.
Ab 1962 wirkte Bauer als freischaffender Schriftsteller. Er war Gründer des Zirkels „Schreibende Schüler“ und leitete zudem den Zirkel „Schreibende Arbeiter“.
Für seine Schüler schrieb er erste Märchenspiele. Sein erstes Kinderbuch Die fröhlichen Einsiedler erschien 1953. Danach folgten zahlreiche weitere Kinderbücher und auch Hörspiele.

## Auszeichnungen
- 1961: Pestalozzi-Medaille in Bronze
- 1962: Kunstpreis des Bezirkes Frankfurt (Oder)
- 1965: Johannes-R.-Becher-Medaille in Silber
- 1972: Dr.-Theodor-Neubauer-Medaille in Bronze
- 1973: Medaille der Pionierorganisation „Zum Kampf für die Sache Ernst Thälmanns und Wilhelm Piecks – Seid bereit!“ in Gold
- 1974: Verdienstmedaille der DDR
- 1974: Ehrenplakette der Stadt Eisenhüttenstadt[1]

## Werke (Auswahl)

### Kinder- und Jugendbücher
- Die fröhlichen Einsiedler. Kinderbuch. Kinderbuchverlag, Berlin 1953
- 2:2 für Klasse 8. Jugendbuch. Kinderbuchverlag, Berlin 1954
- Toi, toi toi – Antonius. Erzählung. Kinderbuchverlag, Berlin 1955
- Eine Freundin wie Gerda. Jugendbuch. Kinderbuchverlag, Berlin 1956.
- Franzl und Jana. Kinderbuch. Kinderbuchverlag, Berlin 1960.
- Ulla. Kinderbuch. Kinderbuchverlag, Berlin 1962.
- DM-1563 sofort landen. Jugendbuch. Kinderbuchverlag, Berlin 1964.
- ...und ausgerechnet Dasseldorf. Kinderbuch. Kinderbuchverlag, Berlin 1965.
- Die abenteuerliche Umkehr des Peter L. Kinderbuch. Kinderbuchverlag, Berlin 1969.
- Telegramm von Unbekannt. Kinderbuch. Kinderbuchverlag, Berlin 1971.
- Marianne kennt den Boss. Kinderbuch. Kinderbuchverlag, Berlin 1972.
- Eher spring ich vom Fünfmeterbrett. Kinderbuch. Kinderbuchverlag, Berlin 1972.
- Arne boxt sich durch. Jugendbuch. Kinderbuchverlag, Berlin 1978.
- Sommergewitter am Trabbensee. Jugendbuch. Kinderbuchverlag, Berlin 1979.
- Auf eigene Faust. Jugendbuch. Kinderbuchverlag, Berlin 1980.
- Der dreizehnte Fasan. Jugendbuch. Kinderbuchverlag, Berlin 1982.
- Markus und der große Clou. Jugendbuch. Kinderbuchverlag, Berlin 1984.
- Der Schwur. Geschichten über Feliks Dzierzynski. Jugendbuch. Kinderbuchverlag, Berlin 1985.
- Der Kundschafter. Jugendbuch. Kinderbuchverlag, Berlin 1986.

### Erzählungen
- Die Erdkundearbeit. Erzählung in Erste Ernte. 1953
- Eine besondere Liebe. Erzählung. 1970.
- Ich und mein Lehrer. Erzählung. 1971.

### Hör- und Fernsehspiele
- Die Rechenarbeit. Kinderhörspiel. 1961.
- Die schwarze Locke. Kinderhörspiel. 1962.
- Wen der Stein trifft. Kinderhörspiel. 1962.
- Ein schwerer Sieg. Fernsehspiel. 1968.

### Sonstige
- Sind wir das? Vier Einakter. Verlag: Zentralhaus für Kulturarbeit, Leipzig 1968.
- Eisenhüttenstadt. Text zum gleichnamigen Bildband mit Fotos von Hellmut Opitz. Brockhaus, VEB, Leipzig 1975.